# کاتس (پرنامبوکو)
کاتس (به پرتغالی: Caetés) یک منطقهٔ مسکونی در برزیل است که در پرنامبوکو واقع شده‌است. کاتس ۳۳۰٫۴۷۲ کیلومتر مربع مساحت و ۲۸٬۹۰۴ نفر جمعیت دارد و ۸۴۹ متر بالاتر از سطح دریا واقع شده‌است.